# Rosheim
Rosheim är en kommun i departementet Bas-Rhin i regionen Grand Est (tidigare regionen Alsace) i nordöstra Frankrike. Kommunen ligger i kantonen Rosheim som tillhör arrondissementet Molsheim. År 2022 hade Rosheim 5 409 invånare.

## Befolkningsutveckling
Antalet invånare i kommunen Rosheim
| Referens: INSEE |